# Chaerocina
Chaerocina é um gênero de mariposa pertencente à família Bombycidae.